# 크라임 인 스테레오
크라임 인 스테레오(Crime in Stereo)는 미국 뉴욕주 롱아일랜드 출신 멜로딕 하드코어/하드코어 펑크 밴드로, 2011년 1월 마지막 공연을 가지고 해체하였다.

## 멤버
- 크리스티안 홀버트(Kristian Hallbert) - 보컬
- 알렉스 던(Alex Dunne) - 기타
- 스코티 기핀(Scotty Giffin) - 드럼
- 맷 맥널리(Matt McNally) - 베이스
- Gary Cioni - 기타

## 음반 목록

### 정규 음반
- 《Explosives and the Will to Use Them》(2004년)
- 《The Troubled Stateside》(2006년)
- 《Crime in Stereo Is Dead》(2007년)
- 《I Was Trying To Describe You To Someone》(2010년)